# Monopis typhlopa
Monopis typhlopa är en fjärilsart som beskrevs av Edward Meyrick 1925. Monopis typhlopa ingår i släktet Monopis och familjen äkta malar. Inga underarter finns listade i Catalogue of Life.